# Sarah Jones (remera)
Sarah Jones (Olympia, 26 de agosto de 1973) es una deportista estadounidense que compitió en remo.
Ganó tres medallas en el Campeonato Mundial de Remo entre los años 1998 y 2001. Participó en dos Juegos Olímpicos de Verano, ocupando el sexto lugar en Sídney 2000 (ocho con timonel) y el noveno en Atenas 2004 (dos sin timonel).

## Palmarés internacional
| Campeonato Mundial | Campeonato Mundial      | Campeonato Mundial | Campeonato Mundial |
| Año                | Lugar                   | Medalla            | Prueba             |
| ------------------ | ----------------------- | ------------------ | ------------------ |
| 1998               | Colonia (Alemania)      | Medalla de plata   | Ocho con timonel   |
| 1999               | St. Catharines (Canadá) | Medalla de plata   | Ocho con timonel   |
| 2001               | Lucerna (Suiza)         | Medalla de bronce  | Cuatro scull       |